# Tatra 31
La Tatra 31 succéda à la Tatra 17, lancée par Tatra à Nesselsdorf en 1926.

## Technique
Le véhicule avait un moteur six cylindres en ligne refroidi par eau de 2.310 cm3 de cylindrée, à arbre à cames en tête, produisant 40 à 45 CV (29 à 33 kW). La vitesse maximale de la voiture de 1.350 kg était de 115 km/h. Il y avait plusieurs modèles 4 places, le plus souvent des sportives à carrosseries ouvertes. Jusqu'en 1930 environ 500 Véhicules sont produits.
La Type 70 lui succède à partir de 1931.

## Source
- Schmarbeck, Wolfgang: massif des Tatras, à L'Histoire des Tatras, l'Automobile. Maison d'édition de l'International de l'Auto et de la Moto-Musée de l'Allemagne, Bad Oeynhausen 1977

## Liens Externes
deux photos d'époque en bas de page